# Brandal (náutica)

Sailingboat lightning

En náutica, el brandal (blandal, burda) es el cabo (cuerda) de proporcionado grueso con que se sujeta los mastelero y mástiles hacia popa (atrás) en la mesa de guarnición respectiva en ayuda y después de sus obenques. (fr. galhauban; ing. backstay; it. galloban, patterazzo).

## Etimología
Garc, el Voc. Nav. y otros AA. escriben blandal. Terr. lo hace equivalente a burda, más este término es en realidad un tipo de brandal, el de los masteleros de juanete.
1. Garc.: El Doctor Diego García de Palacios (Vocabulario de los nombres que usa la gente de mar, Impreso en Méjico en 1587)
2. Voc. Nav.: Vocabulario Navaresco del siglo XVI
3. AA.:
4. Terr.: Terreros (Diccionario Castellano)

## Descripción
Los brandales no pasan por la cofa sino que van a popa (atrás) de ésta, a diferencia de los obenquillos que llegan hasta la cofa y los obenques que pasan por unos vanos de la cofa hasta llegar a la mesa de guarnición respectiva.

## Tipos

### Por su número de brandales en conjunto
- Brandal de nudo (brandal sencillo):
- Brandal de gaza (brandal doble):

### Por su orden de colocación
| (Desde arriba hacia abajo)                           | (Desde arriba hacia abajo)                    |
| (Desde el último al primero que se encapilla)        | (Desde el último al primero que se encapilla) |
| Español                                              | Inglés                                        |
| ---------------------------------------------------- | --------------------------------------------- |
| Brandal Volante, Quita y pon (Quinal, Contraobenque) | Shifting backstay                             |
| Brandal Firme                                        | Standing Backstay                             |
| Obenques                                             | Shrouds                                       |
| Corona                                               | Burton pendant                                |

| Desde Proa (adelante) hacia Popa (atrás) después de los Obenques | Desde Proa (adelante) hacia Popa (atrás) después de los Obenques | Desde Proa (adelante) hacia Popa (atrás) después de los Obenques | Desde Proa (adelante) hacia Popa (atrás) después de los Obenques | Desde Proa (adelante) hacia Popa (atrás) después de los Obenques | Desde Proa (adelante) hacia Popa (atrás) después de los Obenques |
| Español                                                          | Inglés                                                           | Viene desde                                                      | Mesa de                                                          | Mesa de                                                          | Total                                                            |
| Brandal                                                          | Backstay                                                         | Viene desde                                                      | Estribor                                                         | Babor                                                            | Total                                                            |
| ---------------------------------------------------------------- | ---------------------------------------------------------------- | ---------------------------------------------------------------- | ---------------------------------------------------------------- | ---------------------------------------------------------------- | ---------------------------------------------------------------- |
| Burda                                                            | Breast                                                           | Mastelero de Juanete                                             | 1                                                                | 1                                                                | 2                                                                |
| Firme                                                            | Standing                                                         | Mástil                                                           | 3                                                                | 3                                                                | 6                                                                |
| Volante, Quita y pon (Quinal, Contraobenque)                     | Shifting                                                         | Mástil                                                           | 1                                                                | 1                                                                | 2                                                                |